# Watażnoje
Watażnoje (ros. ) – wieś w Rosji, w obwodzie astrachańskim, w rejonie krasnojarskim. W 2010 liczyła 1242 mieszkańców, głównie Kazachów.